# Mad Max: Fury Road (soundtrack)
Mad Max: Fury Road (Original Motion Picture Soundtrack) är filmmusiken från filmen Mad Max: Fury Road från 2015. Albumet utgavs 12 maj 2015.

## Låtlista

### Standardversionen
Alla låtar är komponerade av Tom Holkenborg a.k.a. Junkie XL.
| Nr           | Titel                             | Längd |
| ------------ | --------------------------------- | ----- |
| 1.           | Survive                           | 1:30  |
| 2.           | Escape                            | 2:14  |
| 3.           | Immortan's Citadel                | 8:41  |
| 4.           | Blood Bag                         | 2:30  |
| 5.           | Spikey Cars                       | 3:11  |
| 6.           | Storm Is Coming                   | 5:36  |
| 7.           | We Are Not Things                 | 1:37  |
| 8.           | Water                             | 3:15  |
| 9.           | The Rig                           | 4:13  |
| 10.          | Brothers in Arms                  | 4:22  |
| 11.          | The Bog                           | 6:58  |
| 12.          | Redemption                        | 1:45  |
| 13.          | Many Mothers                      | 5:15  |
| 14.          | Claw Trucks                       | 5:31  |
| 15.          | Chapter Doof (Extended Version)   | 7:04  |
| 16.          | My Name Is Max (Extended Version) | 4:43  |
| 17.          | Let Them Up                       | 2:36  |
| Total längd: | Total längd:                      | 71:01 |

### Deluxeversionen
Alla låtar är komponerade av Tom Holkenborg a.k.a. Junkie XL.
| Nr           | Titel                                 | Längd  |
| ------------ | ------------------------------------- | ------ |
| 1.           | Survive (Extended Version)            | 1:40   |
| 2.           | Escape (Extended Version)             | 3:28   |
| 3.           | Immortan's Citadel (Extended Version) | 8:58   |
| 4.           | Blood Bag (Extended Version)          | 3:39   |
| 5.           | Buzzards Arrive                       | 1:26   |
| 6.           | Spikey Cars (Extended Version)        | 4:08   |
| 7.           | Storm Is Coming (Extended Version)    | 6:16   |
| 8.           | We Are Not Things (Extended Version)  | 1:42   |
| 9.           | Water (Extended Version)              | 6:25   |
| 10.          | The Rig (Extended Version)            | 6:31   |
| 11.          | Into the Canyon                       | 2:49   |
| 12.          | Brothers in Arms (Extended Version)   | 5:52   |
| 13.          | The Chase                             | 3:16   |
| 14.          | Moving On                             | 1:56   |
| 15.          | The Bog (Extended Version)            | 12:32  |
| 16.          | Redemption                            | 1:45   |
| 17.          | Many Mothers (Extended Version)       | 8:58   |
| 18.          | The Return to Nowhere                 | 5:17   |
| 19.          | Claw Trucks (Extended Version)        | 5:43   |
| 20.          | Immortan                              | 11:10  |
| 21.          | Chapter Doof                          | 6:49   |
| 22.          | Walhalla Awaits                       | 2:40   |
| 23.          | My Name Is Max                        | 2:23   |
| 24.          | Let Them Up                           | 2:36   |
| 25.          | Mary Jo Bassa                         | 2:26   |
| 26.          | Coda                                  | 4:43   |
| Total längd: | Total längd:                          | 125:08 |